# Westland (municipio de los Países Bajos)
Westland es un municipio de la Provincia de Holanda Meridional, al oeste de los Países Bajos, creado el 1 de enero de 2004 por la fusión de cinco antiguos municipios: De Lier, 's-Gravenzande, Monster, Naaldwijk y Wateringen

## Galería

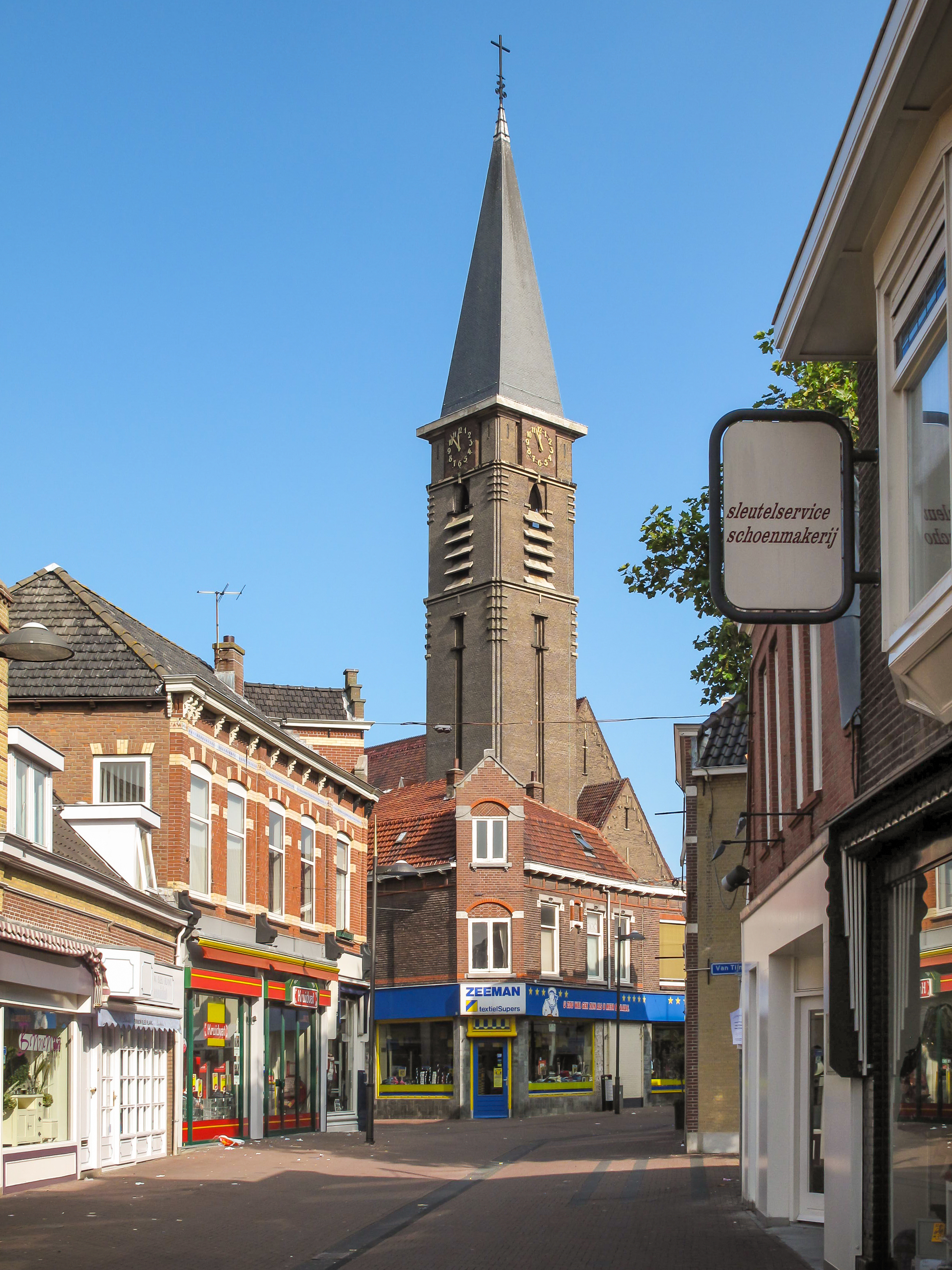
Naaldwijk, la iglesia (Sint Adrianuskerk)
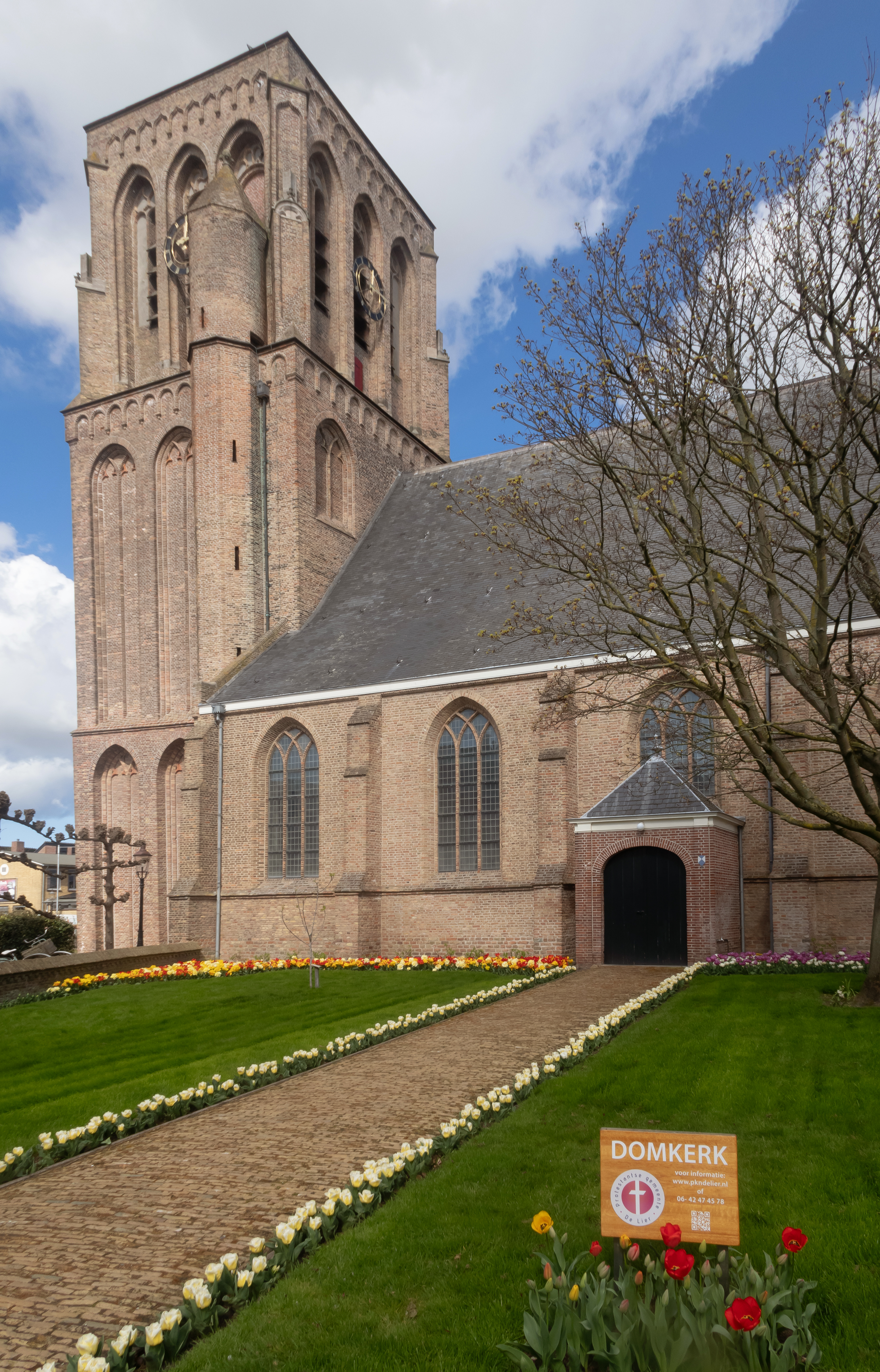
De Lier, la iglesia (Domkerk)
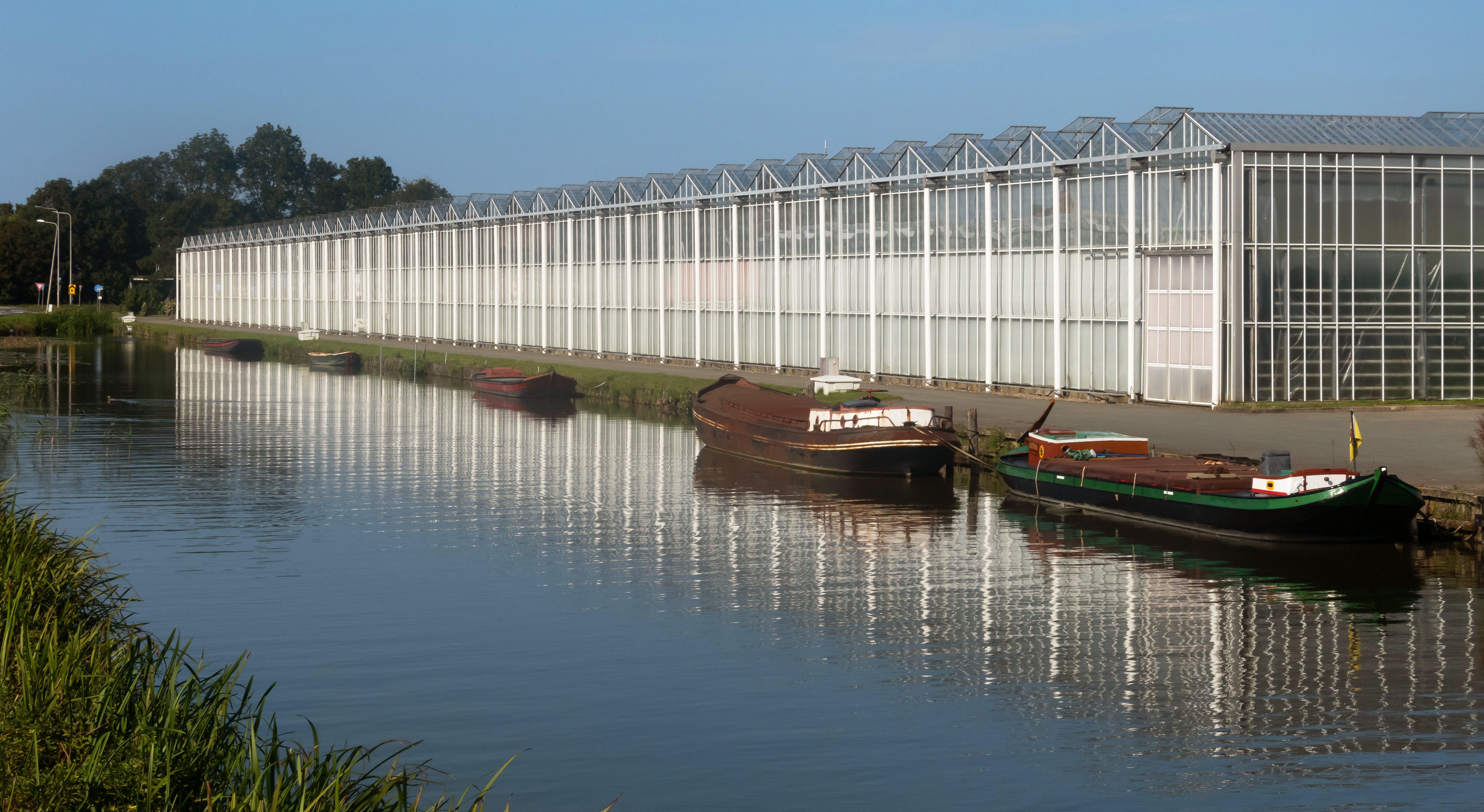
Poeldijk, los invernaderos en Wateringseweg
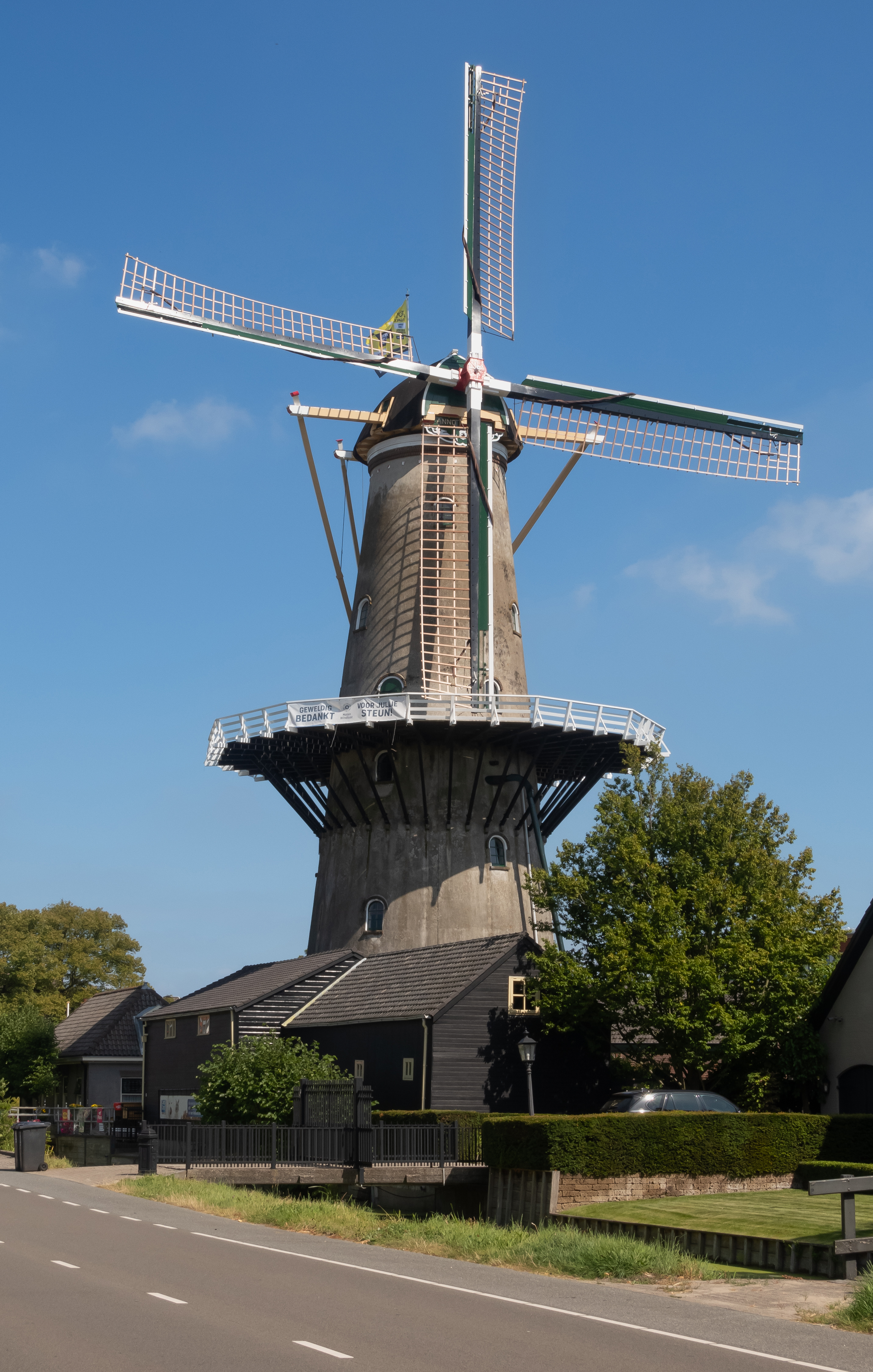
Wateringen, el molino: stellingmolen Windlust